# Alain Juppé
Alain Juppé (; n. 15 august 1945, Mont-de-Marsan, Aquitaine, Franța) este un om politic francez, membru al Uniunii pentru o Mișcare Populară (UMP). A fost prim-ministrul Franței din 17 mai 1995 până în 2 iulie 1997 în cadrul președinției lui Jacques Chirac. Din 2006 este primar al orașului Bordeaux.

## Legături externe
- fr  Blog-ul lui Alain Juppé
- fr  Pagina pe site-ul al Adunării Naționale (arhivă)